# Harry M. Reid

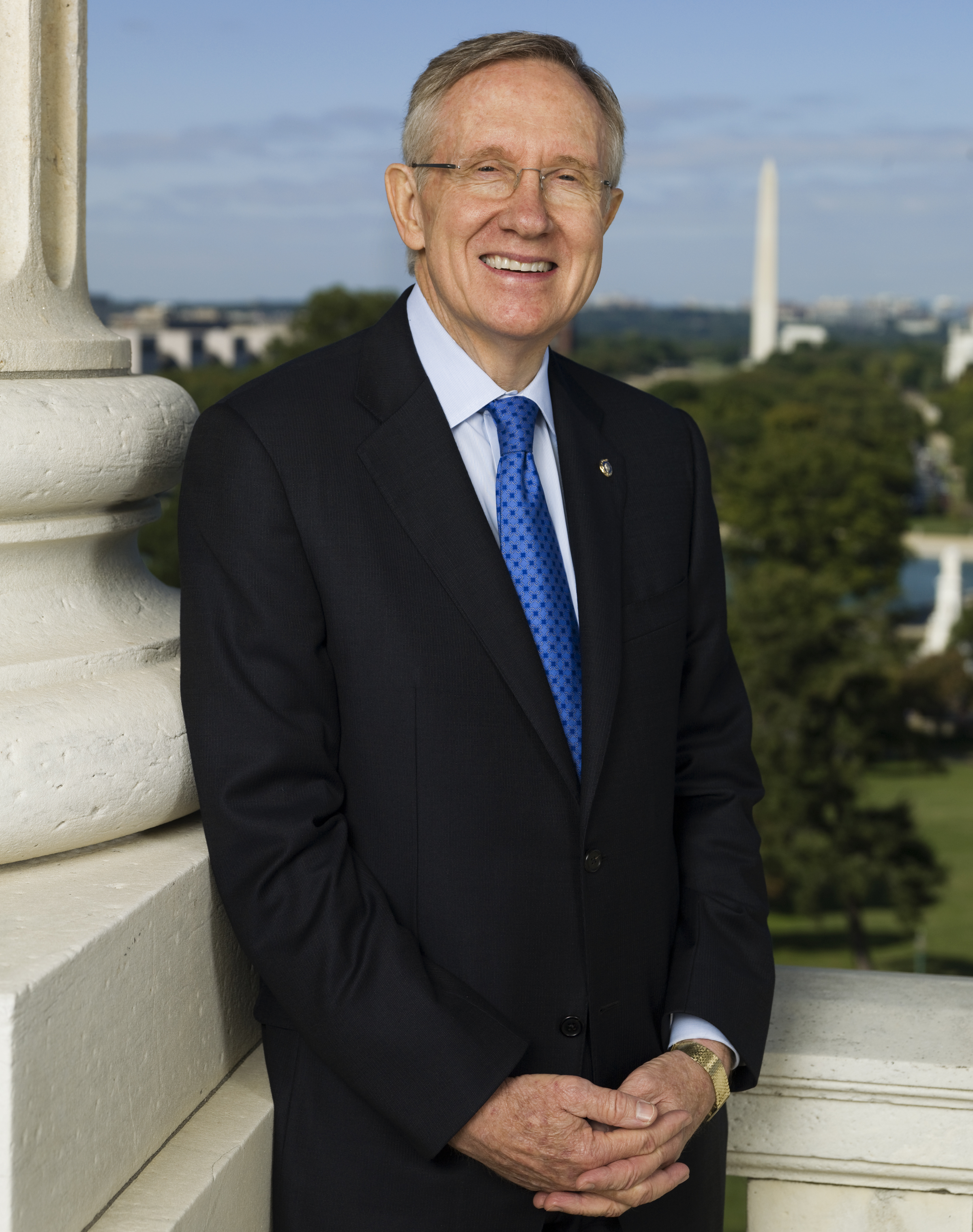
Harry Reid (2009)

Harry Mason Reid (* 2. Dezember 1939 in Searchlight, Nevada; † 28. Dezember 2021 in Henderson, Nevada) war ein amerikanischer Politiker der Demokratischen Partei. Von 1987 bis 2017 vertrat er den Bundesstaat Nevada im Senat der Vereinigten Staaten, ab 2005 als Fraktionsvorsitzender seiner Partei (dabei von 2007 bis 2015 als Anführer der Mehrheitsfraktion, Majority Leader). Seit 2021 ist der internationale Flughafen der Stadt Las Vegas nach Reid benannt.

## Familie, Ausbildung und Beruf
Harry Reid wurde 1939 als dritter von vier Söhnen des Bergmanns Harry Vincent Reid (1913–1972) und dessen Frau Inez Orena, geb. Jaynes (1909–1978) in der damals 200 Einwohner zählenden Bergbaustadt Searchlight geboren, die im Clark County an der äußersten Südspitze Nevadas rund 80 Kilometer südlich von Las Vegas liegt. Er wuchs mit seinen Brüdern Don, Dale und Larry in äußerster Armut auf. Sein Vater arbeitete in einer der örtlichen Goldminen, seine Mutter reinigte die Wäsche für einige der zahlreichen Bordelle der Stadt. In dem kleinen Ort gab es nur eine Elementarschule bis zur achten Klassenstufe, sodass Reid gezwungen war, ab 1953 auf die Basic High School in der rund 50 Meilen entfernten Industriestadt Henderson (in der Nähe von Las Vegas) zu gehen. Wegen der großen Entfernung wohnte Reid während der Schulzeit in Henderson bei Verwandten seines Vaters und fuhr nur gelegentlich an den Wochenenden nach Hause. Damals wurde er zum Präsidenten der senior class gewählt; den Wahlkampf hatte sein Freund Ray Martinez organisiert, der von da an sämtliche Kampagnen Reids als dessen Stabschef begleitete.
Auf der Basic High School lernte Reid Landra Joy Gould (* 9. Juni 1940) kennen, die er 1959, nachdem beide ihren Schulabschluss hatten, heiratete. 1961 wurde ihre Tochter Lana geboren, bis 1974 folgten vier Söhne – Rory (* 1963) bewarb sich 2010 erfolglos um das Amt des Gouverneurs von Nevada. Nach dem High-School-Abschluss ermöglichten Harry Reid verschiedene Stipendien zunächst den Besuch des Southern Utah State College in Cedar City, dann ein Studium an der Utah State University in Logan, das er 1961 abschloss. In Logan bezog die junge Familie eine Wohnung von Missionaren der Kirche Jesu Christi der Heiligen der Letzten Tage und konvertierte zum Mormonentum. An der Universität gründete er eine Sektion des Young Democratic Club und engagierte sich zunehmend politisch. Anschließend studierte er Rechtswissenschaft an der Law School der George Washington University und schloss das Studium 1964 mit einem Juris Doctor (JD) ab. In der Zeit seines Aufbaustudiums 1961 bis 1964 verdiente Reid den Lebensunterhalt für seine junge Familie, indem er nachts als U.S. Capitol police officer arbeitete. Nachdem er seine Zulassung erhalten hatte, arbeitete er von 1964 bis 1966 und später einige Jahre als Anwalt in Henderson. Reids Vater, ein Alkoholiker, tötete sich 1972, worüber Reid erst 24 Jahre später öffentlich sprach und damit eine öffentliche Auseinandersetzung mit dem Thema einleitete.
Reid starb Ende Dezember 2021 im Alter von 82 Jahren an den Folgen einer Erkrankung an Bauchspeicheldrüsenkrebs.

## Politische Laufbahn

### Anfänge
Nach seinem Studium in Washington, D.C. kehrte Reid nach Nevada zurück und begann als Teil einer Generation vielversprechender junger Politiker in öffentlichen Ämtern zu arbeiten. So wurde er Stadtjustiziar (city attorney) in Henderson und ins Board des Southern Nevada Memorial Hospital gewählt. In den Jahren 1968 bis 1970 war er Abgeordneter im Parlament des Bundesstaates (Nevada Assembly). In den Jahren 1970 bis 1974 fungierte er als Vizegouverneur Nevadas unter Gouverneur Mike O’Callaghan. Sie hatten sich an der High School kennengelernt, an der O’Callaghan Geschichtslehrer und Trainer des Amateurboxers Reid gewesen war.
Reid bewarb sich 1974 erstmals um einen Sitz im US-Senat, verlor aber gegen den Republikaner Paul Laxalt. Er war der einzige Demokrat in dieser von der Watergate-Affäre geprägten Wahl, der einen vorher demokratischen Kongresssitz an die Republikaner verlor, allerdings mit gerade einmal 611 Stimmen Rückstand. Bei der Wahl zum Bürgermeister von Las Vegas 1975 erlitt Reid wiederum eine Niederlage; seine politische Karriere schien beendet, zumal er aus dem Senatswahlkampf noch 30.000 Dollar Schulden hatte. O’Callaghan brachte Reid zurück in die Politik, als er ihn 1977 zum Vorsitzenden der Nevada Gaming Commission machte. In dieser hervorgehobenen Position setzte er sich mit organisierter Kriminalität auseinander, wurde bedroht und zu bestechen versucht, erarbeitete sich aber einen guten Ruf und Unterstützung durch die Casinobranche. Daraufhin trat er bei der Wahl 1982 für den Sitz des 1. Kongresswahlbezirks Nevadas im US-Repräsentantenhaus an (den er 1972 noch abgelehnt hatte) und gewann, sodass er ab dem 3. Januar 1983 dem Kongress der Vereinigten Staaten angehörte. Dort wurde er von der Fraktionsführung gefördert, indem er dem Ausschuss für auswärtige Beziehungen zugeordnet wurde, und er knüpfte Verbindungen, indem er sich dem California caucus anschloss. Er setzte unter anderem die Einrichtung des Great-Basin-Nationalparks durch.

### Senator
Bei der Wahl 1986 wurde Reid für Nevada in den Senat der Vereinigten Staaten gewählt, dem er von 1987 bis 2017 angehörte. Im Wahlkampf 1986 hatte er die Bergbauindustrie angegriffen und sich als Umweltschützer positioniert, was politische Beobachter als hochriskant betrachtet hatten. Nachdem er 1992 ohne Schwierigkeiten wiedergewählt worden war, sah er sich bei der Wahl 1998 seinem stärksten Konkurrenten ausgesetzt: Er traf auf den republikanischen Herausforderer John Ensign, der bis dahin Mitglied des US-Repräsentantenhauses für Reids früheren Kongresswahlbezirk war, in dem die Zahl der als Demokraten Registrierten diejenigen der Republikaner überstieg. Ensign griff Reid vor allem für seine umstrittene Unterstützung von Maßnahmen und Initiativen zum Umweltschutz an. Bei insgesamt 416.000 abgegebenen Stimmen setzte sich Reid mit 428 Stimmen Vorsprung durch. Auch vor der Senatswahl 2010 galt Reids Mandat in den Umfragen lange als gefährdet. Erst unmittelbar vor der Wahl konnte er sich von seiner republikanischen Gegnerin Sharron Angle absetzen und knapp den Sieg davontragen.
Im Senat saß Reid unter anderem im mächtigen Bewilligungsausschuss. Nach seiner Wiederwahl wurde Reid 1999 Teil der Fraktionsführung. Als Assistant Whip seiner Partei erarbeitete er sich überparteilich Respekt, den er auch nicht verlor, als er 2001 den bisherigen Republikaner Jim Jeffords davon überzeugte, sich der Fraktion der Demokraten anzuschließen. Anfang 2003 wurde Reid Whip der demokratischen Senatsfraktion und rückte damit an die zweite Stelle der Fraktionsführung auf. Nachdem der bisherige Fraktionsvorsitzende der Demokraten, Tom Daschle, bei der Wahl 2004 geschlagen worden war, während Reid ungefährdet wiedergewählt wurde, wurde Reid im Januar 2005 zum Fraktionsvorsitzenden gewählt und blieb das bis zu seinem Ausscheiden aus dem Senat Anfang 2017. Zunächst war Reid Minority Leader, also Anführer der Minderheitsfraktion, und wurde nach der für die Demokraten erfolgreichen Wahl 2006 zum Majority Leader (Mehrheitsführer), was er von Anfang 2007 bis Anfang 2015 blieb, als die Republikaner nach der Wahl 2014 wieder die Mehrheit erlangten. Als Majority Leader wurde Reid am 3. Januar 2015 vom Republikaner Mitch McConnell abgelöst.
Im März 2015 gab Reid bekannt, sich bei der Senatswahl im November 2016 nicht erneut zu bewerben. Zuvor hatte er noch eine weitere Kandidatur angedeutet. Bei seiner Erklärung brachte er Catherine Cortez Masto ins Gespräch, die seine Nachfolgerin im US-Senat wurde. Reids Mandat endete am 3. Januar 2017.

## Positionen und Kontroversen
Reid galt als eher linker Demokrat („liberal“), der insbesondere durch seinen Einsatz für Umweltschutz bekannt wurde. So handelte er als Senator eine Lösung eines jahrzehntealten Konflikts um die Nutzung des Truckee River aus. Wirtschaftspolitisch wurde Reid als eher moderat, gesellschaftspolitisch als tolerant bezeichnet. Er hat sich für einen „Neuen Westen“ eingesetzt, der wirtschaftliche und gesellschaftliche Chancen abseits von früherem extremen Individualismus (Wilder Westen) eröffnen soll. Kritisiert wurde er als einer der Hauptschuldigen für das Scheitern der UN-Klimakonferenz in Kopenhagen 2009, da die demokratische Mehrheit im Senat unter seiner Führung nicht für Gesetzgebung zum Klimaschutz genutzt wurde.
Reids Stil galt als zurückhaltend und seine politische Rhetorik als wortkarg; er hat allerdings auch scharfe Kritik an politischen Ikonen wie Ross Perot oder Alan Greenspan geäußert. Während des Wahlkampfes um die amerikanische Präsidentschaft 2008 sagte Reid im Privaten, er halte Barack Obama für einen aussichtsreichen Kandidaten, da er „ein hellhäutiger Schwarzer“ sei und „keinen Negerdialekt“ spreche. Die amerikanische Medienlandschaft reagierte mit kritischer Berichterstattung auf diese Äußerung. Reid bat Obama um Entschuldigung für die Wortwahl, der den Fall für erledigt erklärte.